# Nina Turner
Nina Hudson Turner, née le 7 décembre 1967 à Cleveland (Ohio), est une femme politique américaine. Membre du Parti démocrate, elle est conseillère municipale de Cleveland de 2006 à 2008, puis sénatrice de l'Ohio 2008 à 2014. Elle se fait connaître au niveau national en devenant une des porte-paroles de Bernie Sanders lors des primaires présidentielles du Parti démocrate de 2016. Elle est depuis devenue la présidente du comité d'action politique Our Revolution et l'une des coprésidentes de la campagne de Sanders pour les primaires présidentielles du Parti démocrate de 2020.

## Biographie
Turner naît à Cleveland, sous le nom de Nina Hudson, de parents adolescents. Elle est la première d'une fratrie de sept enfants. Ses parents se séparent alors qu'elle a cinq ans. À 14 ans, elle commence à travailler à temps partiel, donnant à sa mère « chaque pièce de 10 cents » qu'elle reçoit. Elle est diplômée de la John F. Kennedy High School (en) de Cleveland en 1986. Elle ne continue pas ses études immédiatement, s'engageant à la place dans de multiples emplois, y compris dans des fast-foods et au magasin de chaussures Payless. Pendant qu'elle y travaille, elle rencontre Jeffery Turner, l'homme qui est devenu son mari. Par la suite, elle retourne à l'école, recevant un Associate degree en arts du Cuyahoga Community College (en), suivi par un baccalauréat universitaire en arts et une maîtrise universitaire ès lettres de l'université d'État de Cleveland en 1997.

## Carrière politique

### Collaboratrice parlementaire
Elle a commencé sa carrière professionnelle comme collaboratrice parlementaire de la sénatrice Rhine McLin (en). Elle est ensuite retournée dans sa ville natale pour travailler dans l'équipe du maire Michael R. White (en), où elle a été rapidement promue au poste d'Adjointe Exécutive aux Affaires législatives. Plus tard, elle a soutenu la cause des jeunes élèves de Cleveland à l'échelle de l'État et à l'échelle fédérale en tant que directrice des Affaires gouvernementales pour le district scolaire de la Métropole de Cleveland.

### Conseil municipal de Cleveland (2006-2008)
Turner a candidaté de manière infructueuse pour le conseil municipal de Cleveland (en) en 2001, mais a été vaincue par le conseiller municipal en place, Joe Jones. En novembre 2004, Jones a démissionné de son poste de conseiller municipal. Sa femme, Tonya Jones, était la candidate avec le plus de voix dans une primaire non-partisane se déroulant en septembre pour remplacer le poste vacant de Joe Jones. Durant l'élection de novembre 2005, Nina Turner a vaincu Tonya Jones pour devenir la conseillère municipale de la section électorale n°1. Turner a travaillé au conseil municipal de Cleveland de 2006 à 2008.

### Sénat de l'Ohio (2008-2014)
En septembre 2008, le sénateur Lance Mason a démissionné de son poste du 25e district dans le Sénat de l'Ohio pour accepter une place dans le tribunal de première instance du comté de Cuyahoga. Turner a été unanimement sélectionnée par le caucus démocrate du Sénat de l'Ohio pour terminer le mandat de quatre ans du sénateur Mason, et a démissionné de son poste du Conseil Municipal pour accepter sa place dans le Sénat de l'Ohio le 15 septembre 2008. Durant la 128e Assemblée générale, Turner a travaillé en tant que Ranking Minority member dans les comités sénatoriaux des Autoroutes & Transport et de la Justice criminelle judiciaire.

### Depuis la présidentielle de 2016
Après avoir soutenu Hillary Clinton pendant la plus grande partie de la campagne pour les primaires présidentielles du Parti démocrate de 2016, elle rejoint Bernie Sanders en décembre 2015, soit un mois et demi avant le début des caucus et élections primaires. Elle devient ensuite une de ses porte-paroles les plus médiatiques pendant le reste de la campagne.
En 2016, Jill Stein, la candidate à la présidentielle du parti vert des États-Unis, lui propose d'être sa colistière (et donc d'être candidate à la vice-présidence) pour son parti, mais elle décline l'offre, expliquant : « Je crois que le Parti démocrate mérite que l'on se batte pour lui ».
En 2017, Turner devient présidente du comité d'action politique Our Revolution lié à Bernie Sanders. Le 21 février 2019, elle est choisie pour être une des quatre personnes à coprésider la campagne présidentielle de Bernie Sanders de 2020 (en).